# Rimski ratovi u Iliriku

## Histri
Histri, narod koji je u prapovijesno i antičko doba obitavao na istarskom poluotoku do rijeke Raše na istoku, gdje je graničio s Liburnima. Premda ih neki antički pisci (Apijan, Marcijan i dr.) svrstavaju u ilirsku etničku skupinu, moderna znanost dvoji o njihovu ilirstvu. U predrimsko doba živjeli su u utvrđenim gradinskim naseljima (potvrđeno ih je oko 350), kojih su ostatci i danas vidljivi, a neki i arheološki istraženi (Nezakcij, Kaštel kod Buja, Picugi i dr.). U VI–V. st. pr. Kr. dolazili su u doticaj kako s Venetima na zapadu tako i sa stanovnicima istočnoalpskoga područja, a u njihovim bogatijim grobovima razmjerno su česti nalazi oslikanih keramičkih posuda s italskih obala (Apulija, Daunija), pa čak i iz Grčke. Iskapanja u Nezakciju otkrila su niz monumentalnih kamenih kipova (božica plodnosti, figure nagih mladića), nastalih pod utjecajem grčke arhajske umjetnosti oko VI. st. pr. Kr., koji se tumače kao dijelovi hrama posvećeni kultu pokojnika ili dijelovi nadgrobnih spomenika s prikazima heroiziranih pokojnika. Bili su poznati kao stočari i vinogradari, ali i kao opasni gusari. Liburni (grč. Λıβουρνοί, Liburnoí, lat. Liburni) su narod koji je nastavao teritorij od Krke (Titius) u Dalmaciji do Raše (Arsia) u Istri te susjedne otoke. Zapadno od njih bili su Histri u Istri, a u Dalmaciji južno od Krke Delmati, dok su u unutrašnjosti njihovi susjedi bili Japodi. Novija istraživanja odbacuju njihovu pripadnost ilirskom etničkom kompleksu. Provala Kelta na Balkanski poluotok (oko prve četvrtine IV. st. pr. Kr.) uzrokovala je mnoga pomicanja među tamošnjim narodima, pa i među Liburnima.

## Japodi
. U selu Prozoru kraj Otočca otkriveni su ostatci naselja i nekropola ilirskih Japoda iz 1. tisućljeća pr. Kr. Život se ondje odvijao i u rimskom razdoblju. Visoku razinu umjetničkog obrta predstavljaju brončani ukrasni predmeti specifičnih oblika, poput ukrasa za glavu (oglavlja), privjesaka, okova za pojas, kopči, fibula i dr., dok posebno obilježje nakitu daju jantar i staklena pasta.]]
Japodi (grč. Ἰάποδες, Iápodes, Ἰάπυδες, Iápydes, lat. Japodes) su narod koje je u doba rimske vladavine nastavao područje Like, Ogulinsko-plaščanske udoline i Pounja. Nakon provale Kelta u te krajeve na poč. IV. st. pr. Kr. potpali su pod njihov utjecaj (Strabon i Dionizije Halikarnašanin nazivaju ih ilirsko-keltskim narodom); unatoč tomu njihova pripadnost ilirskom ili keltskom etničkom kompleksu nije potvrđena. Japodi su bili organizirani u teritorijalnim zajednicama koje su se grupirale oko utvrđenih naselja: Monetini (Monetium – Brinje), Avendeati (Avendo – Crkvina kraj Brloga), Arupini (Arupium – Prozor kraj Otočca) i dr. Delmati ili Dalmati su narod koji je u atničko doba nastavao područje srednje Dalmacije; njihovo glavno središte Delminij (Delminium) nalazilo se na Duvanjskome polju. Bili su stočari i ratari (svake osme godine ponovno su dijelili zemlju), konzervativni u običajima i vjerovanjima. U početku ovisni o Ardijejcima, odmetnuli su se od njih nakon smrti njihova kralja Pleurata (prva polovica II. st. pr. Kr.) i postali neovisni. Otada su stalno napadali svoje susjede, od kojih su se Daorsi i Isejci obratili za pomoć Rimljanima.

## Ardijejci
Iliri su samo jednom uspjeli stvoriti veću državu: u III. st. pr. Kr. okupili su Ardijejci pod svojom vlašću neka ilirske narode i organizirali državu (kralj Agron), koje se teritorij protezao od rijeke Krke sve do današnje Albanije. Ardijejci su ilirski narod koje je u IV. st. pr. Kr. živjelo u krajevima uz desnu obalu Neretve. Povlačeći se pred Keltima poslije 300. pr. Kr. zaposjeli su obalni pojas od današnjega Makarskog primorja do Pelješca. Oko pol. III. st. pr. Kr. pod njihovim vodstvom organiziran je veliki savez ilirskih naroda, koji je obuhvaćao teritorij od Cetine do Vojuše u Albaniji; središte toga saveza nalazilo se u području Skadarskog jezera, a najistaknutiji vladari saveza bili su Agron i Teuta. Kada su gusarskim pothvatima ugrozili trgovinu na Jadranu, sukobili su se s Rimljanima (229. pr. Kr.). U ratu su bili pobijeđeni, a njihova država, pod kraljicom Teutom, bila je sužena na uski pojas približno od Dubrovnika do grada Lezhe (Lezhë) na Drimu jer su neki narodi postali saveznici Rima. Ilirik (latinski Illyricum) je antički naziv za područja na Balkanskome poluotoku nastanjena Ilirima. Nakon rata s Ilirima 229. pr. Kr. ustrojen je rimski protektorat Ilirik nad grčkim kolonijama na istočnoj obali Jadrana i nad njihovim zaleđem.

## Ilirski ratovi
U III. st. pr. Kr. Istra se našla na putu rimskog širenja prema istoku. God. 221. pr. Kr. došlo je do I. rimsko-histarskoga rata, kojemu su izravan povod bili histarski gusarski napadaji na moru, no oni su se nastavili i poslije. Rimski je Senat sjeverozapadno od Istre odlučio osnovati Akvileju, strateško uporište za obranu i buduća osvajanja, čemu su se Histri odupirali u II. ratu (183. do 181. pr. Kr.), ali je kolonija ipak osnovana. U III. ratu Histri su 178. pr. Kr. poraženi na sjeveru Istre pa su se s kraljem Epulonom utvrdili nedaleko Pule, u Nezakciju. Odlučujuću borbu vodili su 177. pr. Kr. s rimskim legijama u Nezakciju, koji je što je bio kraj slobode Histra. Vidjevši da se neće moći obraniti, ubili su svoje žene i djecu i bacili ih niza zidine, a njihov se kralj Epulon ubio mačem. Iz votivnih natpisa iz rimskoga doba poznata su imena njihovih božanstava (Eia, Iria, Boria, Trita i dr.), a niz nadgrobnih natpisa donosi njihova osobna i rodovska imena. Gencije je posljednji vladar saveza ilirskih naroda; vladao od 180. do 167. pr. Kr. Kao saveznik makedonskoga kralja Perzeja bio je zarobljen kod Skadra u ratu protiv Rimljana. Poslije živio u zatočeništvu u Italiji. U vojnom pohodu protiv ilirskoga kralja Gencija (167. pr. Kr.) Rim je kao pobjednik zavladao i njegovom državom. Područje kojim je vladao Rimljani su razdijelili na nekoliko dijelova; Ardijejcima je preostalo uglavnom samo područje Makarskog primorja.
U novim ratovima (156. pr. Kr. protiv Delmata, 135. pr. Kr. protiv Ardijejaca i Plereja, 129. pr. Kr. protiv Histra i Japoda, od 78. do 76. pr. Kr. protiv Delmata, i dr.) Rimljani su osvojili sve više područja naseljenih Ilirima. U borbama s Rimljanima, Delmati su bili različite sreće: 156. pr. Kr. potukli su rimsku vojsku, 155. pr. Kr., nakon osvojenja Delminija, morali su s Rimom sklopiti mir. Nakon ponovnog poraza što su ga Ardijejcima nanijeli Rimljani 135. pr. Kr., Ardijejci su preseljeni u unutrašnjost. Rimljani su s Liburnima te ostalim Ilirima, dolazili već rano u sukobe, i to osobito zbog gusarenja. Do posljednjeg, IV. rimsko-histarskoga rata došlo je 129. pr. Kr. pri rimskom pohodu na Japode. U II. st. pr. Kr. Japodi su iz svojih sjedišta često upadali na područje sjeverne Italije. Zbog toga su ih Rimljani u više navrata pokušavali pokoriti; nakon vojne intervencije 129. pr. Kr., konzul Gaj Sempronije Tuditan slavio je u Rimu trijumf. Rimljani su spomenute godine svladali Histre i Liburne, tako da je 119. pr. Kr. rimska vojska nesmetano prolazila kroz njihova područja i morem i kopnom, ratujući protiv drugih ilirskih naroda.
God. 78. pr. Kr. Delmati su digli protiv Rima ustanak i zauzeli Salonu. Kada je Ilirik 59. pr. Kr. ušao u prokonzularno područje Julija Cezara, Liburni su za ustanka Japoda i Delmata protiv rimske vlasti (52. pr. Kr.) ostali vjerni Rimljanima i namaknuli im pomoćne čete protiv ilirskih pobunjenika. Otkako su 50. pr. Kr. pokorili Liburne, Rimljani su zavladali cijelim istarskim poluotokom. Histrima je oduzet dio zemljišta, nisu se smjeli baviti trgovinom, nisu smjeli nositi oružje ni imati ratne lađe, ali je dio njih u unutrašnjosti poluotoka dugo zadržao znakove svoje posebnosti. God. 48. pr. Kr. Delmati su pobijedili Cezarovu vojsku, no kao namjesnik Ilirika Cezar je ipak stišao ilirski ustanak 46. pr. Kr. Rimljani su oko 42. pr. Kr. granicu pomaknuli na Rižanu. Pošto je pobjednički završio građanski rat i ugušio republikanski pokret, Cezarov nasljednik Oktavijan 35. pr. Kr. poveo je akciju kako bi konačno pokorio buntovne Ilire, pa je u toj akciji razoružao i Liburne, zaplijenivši im njihove ratne brodove. Japode je konačno pokorio Oktavijan u ratu od 35. do 33. pr. Kr., osvojivši njihovo posljednje uporište Metulum (najvjerojatnije Viničica kod Josipdola), a potom krenuo na Sisciju (Sisak) te ju zauzeo. God. 33. pr. Kr., pritisnuti nadmoćnim rimskim snagama, Delmati su zatražili od Oktavijana mir.

## Batonski rat
Ime Dalmacija (Dalmatia) javlja se od I. st. pr. Kr. kao naziv za područje nastanjeno plemenom Delmata (Dalmata) i njemu srodnih ilirskih plemena, odnosno kao istoznačnica za ime Ilirik, kojim su Rimljani označavali taj kraj. Novim osvajanjima Ilirik se širio. U drugoj pol. I. st. pr. Kr. rimski je Ilirik obuhvaćao područje od rijeke Raše u Istri do rijeke Mati u Albaniji; on je od 27. pr. Kr. bio senatska pokrajina, kojoj je potom bio upravno pripojen i teritorij Panonije. Rimljani su oko 12. pr. Kr. granicu pomaknuli na Rašu kada je osnovana X. regija Italije, Venetia et Histria. Panonija je nakon Panonskoga rata od 12. do 9. pr. Kr. postala rimskom provincijom. God. 12. pr. Kr. Delmati su se ponovo pobunili, a kada su god. 6. ilirski Desidijati digli ustanak, Delmati su im se priključili.
Batonski rat (lat. Bellum Batonianum) je rat Rimljana protiv pobunjenih Ilira od 6. do 9. god. Ustanak su u Dalmaciji podignuli ilirski Desidijati na čelu s Batonom; oni su prodrli do Salone i zatim na jug sve do Apolonije. Nakon poraza što im ga je nanio Mesalin, koji je po Tiberijevu nalogu došao iz Galije kako bi ugušio ustanak, dalmatinski ustanici udružili su se s panonskim Breucima, čiji se vođa također zvao Baton. Breuci su zaposjeli područje između Sirmija i Dunava, gdje su se neko vrijeme uspjeli održati. Ustanak je ugušen 8. god. pošto su vođu Breuka Batona, zbog izdaje, smaknuli sami Iliri. Ustanak u Dalmaciji ugušio je Tiberije 9. god. nakon opsade Andetrija (Muća) i zarobljavanja Batona, vođe Desidijata. Bio je to kraj borbi Ilira protiv Rimljana, koja je trajala dva i pol stoljeća. Pošto je skršen ustanak ilirskih naroda 6–9. godine, Ilirik je podijeljen na pokrajine Pannonia superior i Provincia Illyricum (poslije Dalmatia). Po Delmatima su Rimljani prozvali Dalmacijom svoju dotadašnju provinciju Ilirik.